# Peter Eymann

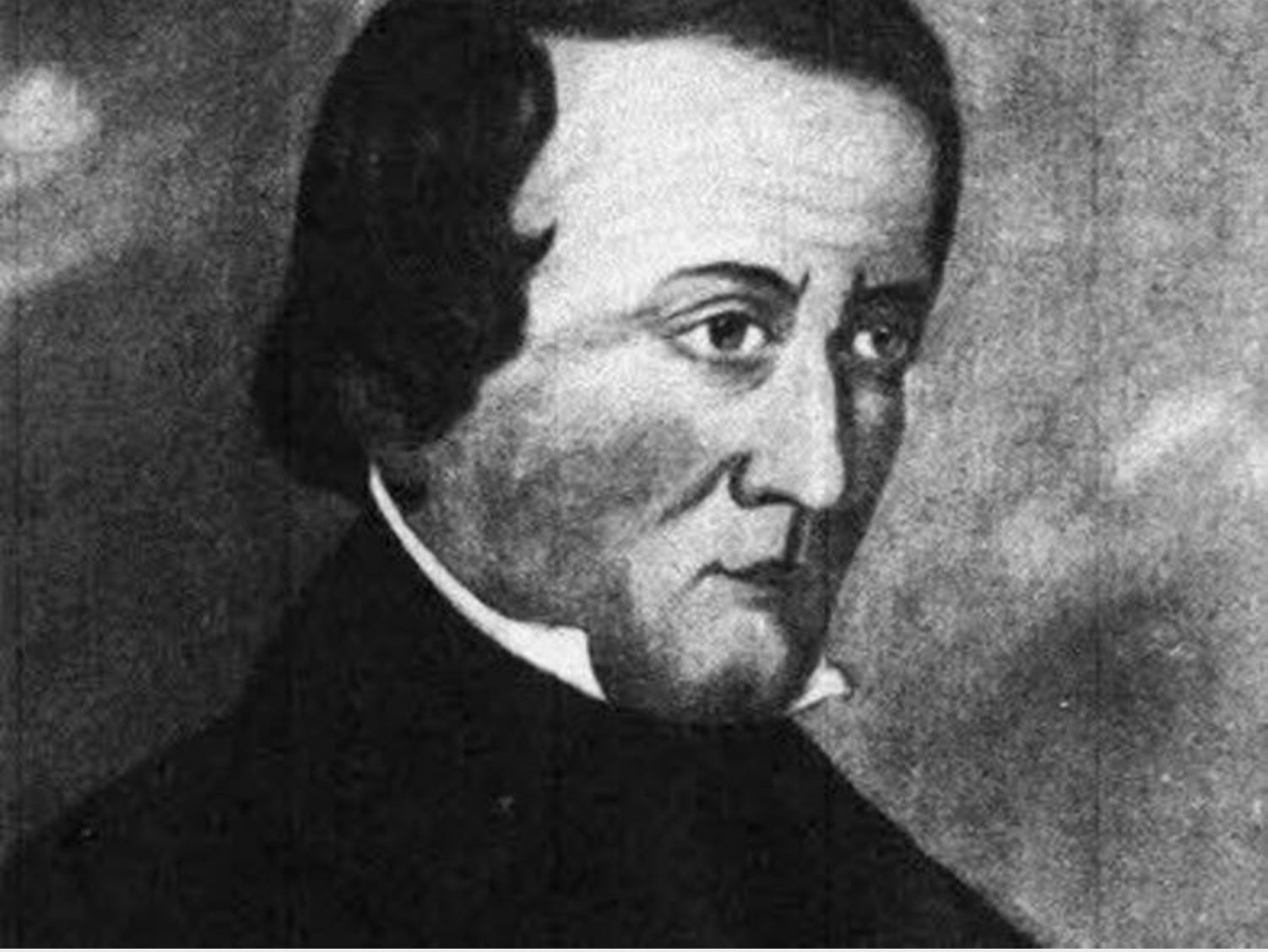
Zeitgenössischer Stich von Peter Eymann

Peter Eymann (* 13. November 1789 in Alsenbrück-Langmeil; † 14. März 1855 in Diemerstein) war ein Mitglied des Bayerischen Landtags, Bürgermeister von Frankenstein/Pfalz, Teilnehmer am Hambacher Fest, Landwirt und Müller.
Eymann war Sohn eines Mennonitenpredigers und Bauers. In dessen modernisierter Getreide- und Ölmühle in Diemerstein bei Frankenstein/Pfalz wirkte er als Prediger und Politiker. 1832 nahm er am Hambacher Fest teil und wurde wegen Protesten gegen den bayerischen König Ludwig I. zu einer Gefängnisstrafe verurteilt. Er ist im Schwarzen Buch der Frankfurter Bundeszentralbehörde (Eintrag Nr. 385) festgehalten.
Von 1838 bis 1848 und von 1851 bis 1855 war Eymann Bürgermeister von Frankenstein, 1849 zog Eymann als Mitglied in den Bayerischen Landtag ein. Er war Teil der politischen Gruppen, die eine Abspaltung der Pfalz von Bayern planten, was aber von preußischen Truppen niedergeschlagen wurde.
Peter Eymann wurde auf dem kleinen Mennonitenfriedhof in Diemerstein beigesetzt; sein Grabstein steht unter Denkmalschutz.